# Monocentridae
Monocentridae hay cá mãng cầu là một họ cá biển nhỏ và bất thường của bộ Beryciformes. Họ này chỉ có bốn loài trong hai chi, một trong số đó là đơn loài. Cá họ Monocentridae là đối tượng phổ biến của bể thủy sinh công cộng, nhưng cả hai đều đắt tiền và được coi là một thách thức đối với người nuôi cá để nuôi.

## Từ nguyên
Từ tiếng Hy Lạp cổ μόνος (mónos) nghĩa là một, duy nhất, đơn độc và κέντρον (kentron) nghĩa là điểm nhọn, đầu nhọn, gai, ngòi; để nói tới gai to duy nhất ở vây bụng.

## Phân bố
Sinh sống trong vùng biển nhiệt đới và cận nhiệt đới Ấn Độ Dương - Thái Bình Dương, chủ yếu ở độ sâu 30–300 m.

## Đặc điểm
Cá nhỏ, chiều dài tiêu chuẩn 10–22 xentimét (3,9–8,7 in). Cơ thể thuôn tròn, ép dẹp, có vảy lớn, cứng, nặng và giống như các tấm vảy với các gờ nổi rõ che phủ (trừ cuống đuôi). Vây bụng: 1 tia gai lớn duy nhất có thể khóa thẳng đứng, tia mềm 2-3. Vây lưng: 4-7 tia gai cứng ở vây lưng thứ nhất xen kẽ từ bên này sang bên kia, vây lưng thứ hai 9-12 tia mềm. Vây hậu môn: không tia gai, 10-12 tia mềm. Vây ngực: 13-15 tia, hơi thuôn dài; 8 tia nắp mang. Vây đuôi cắt cụt. Hàm dưới với 2 cơ quan phát lân quang ở hai bên. Ánh sáng được tạo ra từ vi khuẩn phát quang và cơ quan này xuất hiện dưới dạng một đốm màu da cam vào ban ngày hoặc màu xanh lục-lam vào ban đêm; nó được sử dụng để thu hút tôm tép và các động vật phiêu sinh khác vào ban đêm. Chiều dài tối đa khoảng 22 cm. Màu sắc thường là từ vàng đến da cam, với các vảy có viền màu đen đặc trưng. Đôi mắt tương đối lớn; miệng chếch và gần tận cùng. Không rõ cơ chế sinh sản nhưng được cho là không có sự bảo vệ, chăm sóc của cá bố mẹ.

## Các chi và loài

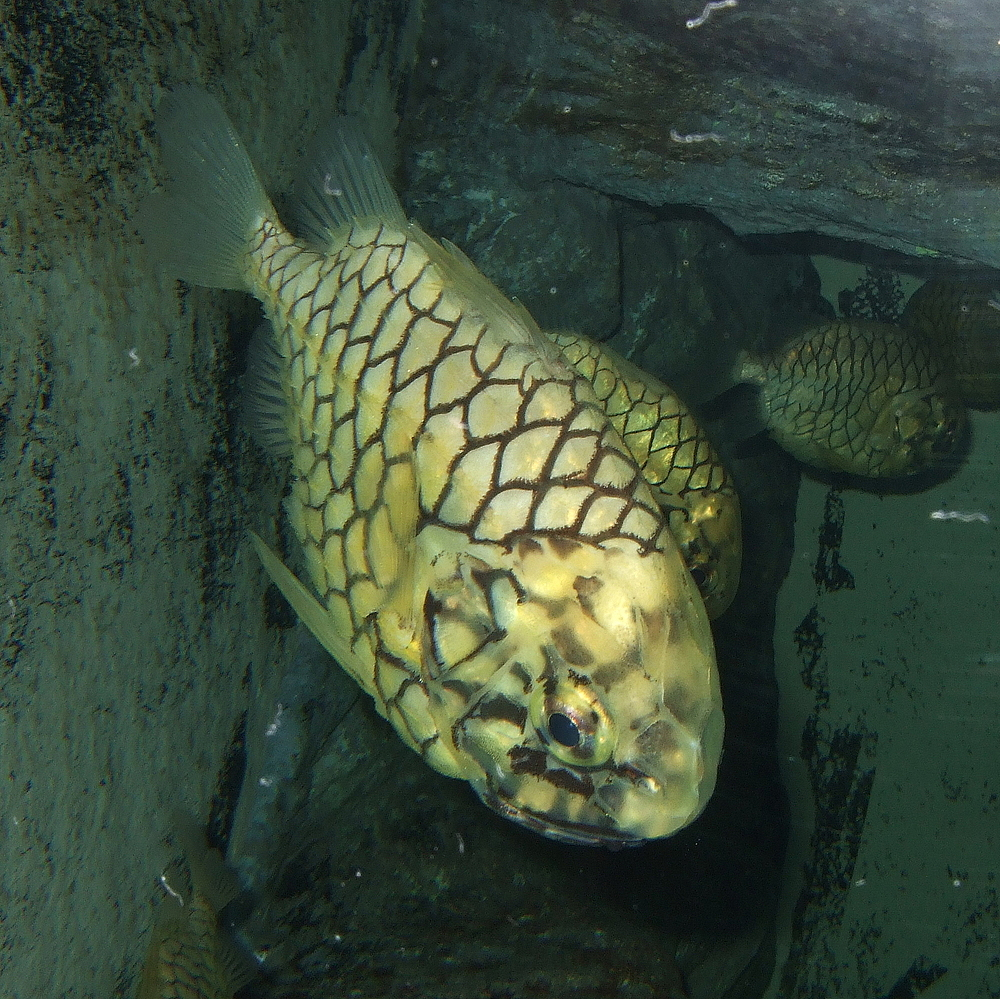
Monocentris japonica.

Danh sách chi và loài lấy theo Fish Base:
- Cleidopus
  - Cleidopus gloriamaris
- Monocentris
  - Monocentris japonica
  - Monocentris neozelanicus
  - Monocentris reedi